# Tony Galvin
Anthony Galvin (Huddersfield, 1956. július 12. –) ír válogatott labdarúgó.

## Pályafutása

### Klubcsapatban
Huddersfieldben született Angliában. Pályafutását a Goole Town csapatában kezdte, majd 1978-ban leigazolta a Tottenham Hotspur, melynek színeiben kilenc éven keresztül játszott és nyert egy UEFA-kupát (1984), illetve két FA-kupát (1981, 1982). 1987 és 1989 között a Sheffield Wednesday, 1989 és 1990 között a Swindon Town játékosa volt. 

### A válogatottban
1982 és 1989 között 29 alkalommal szerepelt az ír válogatottban és 1 gólt szerzett. Egy Hollandia elleni Eb-selejtező alkalmával mutatkozott be 1982. szeptember 22-én. Részt vett 1988-as Európa-bajnokságon.

## Sikerei, díjai
Tottenham
- Angol kupa (2): 1980–81, 1981–82
- Angol szuperkupa (1): 1981
- UEFA-kupa (1): 1983–84